# Eredivisie Cup 2022/23
De vierde editie van de Eredivisie Cup wordt gespeeld op vier speeldagen in mei 2023 en eindigt met een finalewedstrijd op maandag 29 mei 2023. Vorig seizoen won FC Twente haar tweede titel na het verslaan van Ajax.

## Opzet
De opzet van het toernooi is vrijwel gelijk gebleven aan dat van de vorige editie. De landskampioen, de twee winnaars van de periodetitels (elke tien wedstrijden in de Eredivisie) en het hoogstgeplaatste team op de ranglijst zonder periodetitel spelen via knock-outwedstrijden om de winst.

## Speeldata
| Halve finale       | Halve finale                      | Finale              |
| 1e wedstrijd       | 2e wedstrijd                      | Finalewedstrijd     |
| ------------------ | --------------------------------- | ------------------- |
| zondag 14 mei 2023 | zondag 21 en zaterdag 22 mei 2023 | maandag 29 mei 2023 |

## Deelnemers
| Team            |                                   |
| --------------- | --------------------------------- |
| Ajax            | Landskampioen + winnaar periode 2 |
| FC Twente       | Winnaar periode 1                 |
| Fortuna Sittard | 3e plaats Eredivisie              |
| PSV             | 4e plaats Eredivisie              |

## Wedstrijden

### Halve finale
|                                |                                                                                |       |                                  |                                                              |
| Halve finale 14 mei 2023 14.30 | Ajax                                                                           | 5 – 2 | PSV                              | Stadion: De Toekomst, Amsterdam Scheidsrechter: Sander Huijs |
| Halve finale 14 mei 2023 14.30 | Tiny Hoekstra 2', 37' Romée Leuchter 18' Chasity Grant 43' Elisha Kruize 90+2' |       | 21' Laura Strik 47' Esmee Brugts | Stadion: De Toekomst, Amsterdam Scheidsrechter: Sander Huijs |
| Halve finale 14 mei 2023 14.30 |                                                                                |       |                                  | Stadion: De Toekomst, Amsterdam Scheidsrechter: Sander Huijs |
| Halve finale 14 mei 2023 14.30 |                                                                                |       |                                  | Stadion: De Toekomst, Amsterdam Scheidsrechter: Sander Huijs |
|                                |                                                                                |       |                                  |                                                              |

|                                                                      |                  |       |                                       |                                                                  |
| Halve finale (return) 22 mei 2023 19.00                              | PSV              | 1 – 3 | Ajax                                  | Stadion: De Herdgang, Eindhoven Scheidsrechter: Kenneth van Dijk |
| Halve finale (return) 22 mei 2023 19.00                              | Chimera Ripa 67' |       | 10', 15' Chasity Grant 62' Lisa Doorn | Stadion: De Herdgang, Eindhoven Scheidsrechter: Kenneth van Dijk |
| Halve finale (return) 22 mei 2023 19.00                              |                  |       |                                       | Stadion: De Herdgang, Eindhoven Scheidsrechter: Kenneth van Dijk |
| Halve finale (return) 22 mei 2023 19.00                              |                  |       |                                       | Stadion: De Herdgang, Eindhoven Scheidsrechter: Kenneth van Dijk |
| Bijz.: Ajax won over twee wedstrijden met een totaalscore van 8 – 3. |                  |       |                                       |                                                                  |

|                                |                                                                               |       |                              |                                                            |
| Halve finale 14 mei 2023 14.30 | FC Twente                                                                     | 5 – 0 | Fortuna Sittard              | Stadion: Het Diekman, Enschede Scheidsrechter: Pim Weghors |
| Halve finale 14 mei 2023 14.30 | Renate Jansen 4', 50' Elena Dhont 28' Anna-Lena Stolze 60' Sterre Kroezen 88' |       | 10', 69' Samantha van Diemen | Stadion: Het Diekman, Enschede Scheidsrechter: Pim Weghors |
| Halve finale 14 mei 2023 14.30 |                                                                               |       |                              | Stadion: Het Diekman, Enschede Scheidsrechter: Pim Weghors |
| Halve finale 14 mei 2023 14.30 |                                                                               |       |                              | Stadion: Het Diekman, Enschede Scheidsrechter: Pim Weghors |
|                                |                                                                               |       |                              |                                                            |

|                                                                           |                 |                                                           |           |                                                                              |
| Halve finale (return) 21 mei 2023 14.30                                   | Fortuna Sittard | 0 – 4                                                     | FC Twente | Stadion: Fortuna Sittard Stadion, Sittard Scheidsrechter: Roel van der Werff |
| Halve finale (return) 21 mei 2023 14.30                                   |                 | 24' Sophie te Brake 52', 75' Fenna Kalma 60' Bente Jansen |           | Stadion: Fortuna Sittard Stadion, Sittard Scheidsrechter: Roel van der Werff |
| Halve finale (return) 21 mei 2023 14.30                                   |                 |                                                           |           | Stadion: Fortuna Sittard Stadion, Sittard Scheidsrechter: Roel van der Werff |
| Halve finale (return) 21 mei 2023 14.30                                   |                 |                                                           |           | Stadion: Fortuna Sittard Stadion, Sittard Scheidsrechter: Roel van der Werff |
| Bijz.: FC Twente won over twee wedstrijden met een totaalscore van 9 – 0. |                 |                                                           |           |                                                                              |

### Finale
|                                         |                                                            |               |                                              |                                                    |
| 29 mei 2023 14.30 Finale Eredivisie Cup | Ajax                                                       | 3 – 4 (2 – 2) | FC Twente                                    | De Toekomst, Amsterdam Toeschouwers: Martijn Kieft |
| 29 mei 2023 14.30 Finale Eredivisie Cup | Marit Auée 29' (e.d.) Rosa van Gool 37' Sherida Spitse 47' |               | 13', 16' Fenna Kalma 56', 69' Suzanne Giesen | De Toekomst, Amsterdam Toeschouwers: Martijn Kieft |

| Ajax | FC Twente |

| Eredivisie Cup 2022/23 | Eredivisie Cup 2022/23 | Eredivisie Cup 2022/23 |
| ---------------------- | ---------------------- | ---------------------- |
| FC Twente Derde titel  |                        |                        |

## Statistieken

### Doelpuntenmaaksters
4 doelpunten
- Fenna Kalma (FC Twente)

3 doelpunten
- Chasity Grant (Ajax)

2 doelpunten
- Tiny Hoekstra (Ajax)
- Suzanne Giesen (FC Twente)
- Renate Jansen (FC Twente)

1 doelpunt
- Lisa Doorn (Ajax)
- Rosa van Gool (Ajax)
- Elisha Kruize (Ajax)
- Romée Leuchter (Ajax)
- Sherida Spitse (Ajax)
- Esmee Brugts (PSV)
- Chimera Ripa (PSV)
- Laura Strik (PSV)
- Sophie te Brake (FC Twente)
- Elena Dhont (FC Twente)
- Bente Jansen (FC Twente)
- Sterre Kroezen (FC Twente)
- Anna-Lena Stolze (FC Twente)

Eigen doelpunt
- Marit Auée (FC Twente; tegen Ajax)

## Voetnoten
2019/20 · 2020/21 · 2021/22 · 2022/23 · 2023/24 · 2024/25